# Pierwszy rząd Ludwiga Erharda
 Pierwszy rząd Ludwiga Erharda-17 października 1963 do 26 października 1965
| Funkcja                                                                   | Imię i nazwisko                                                                    | Partia  |
| ------------------------------------------------------------------------- | ---------------------------------------------------------------------------------- | ------- |
| Bundeskanzler - Kanclerz Federalny                                        | Ludwig Erhard                                                                      | CDU     |
| Stellvertreter des Bundeskanzlers - Wicekanclerz Federalny                | Erich Mende                                                                        | FDP     |
| Minister spraw zagranicznych                                              | Gerhard Schröder (polityk CDU)                                                     | CDU     |
| Minister spraw wewnętrznych                                               | Hermann Höcherl                                                                    | CSU     |
| Minister sprawiedliwości                                                  | Ewald Bucher (do 27 marca 1965) Karl Weber (od 1 kwietnia 1965)                    | FDP CDU |
| Minister finansów                                                         | Rolf Dahlgrün                                                                      | FDP     |
| Minister gospodarki i technologii                                         | Kurt Schmücker                                                                     | CDU     |
| Minister rolnictwa, polityki żywnościowej i ochrony konsumentów           | Werner Schwarz (polityk CDU)                                                       | CDU     |
| Minister do spraw wewnątrzniemieckich                                     | Erich Mende                                                                        | FDP     |
| Minister pracy i polityki społecznej                                      | Theodor Blank                                                                      | CDU     |
| Minister obrony                                                           | Kai-Uwe von Hassel                                                                 | CDU     |
| Minister transportu i budownictwa                                         | Hans-Christoph Seebohm                                                             | CDU     |
| Minister poczty i telekomunikacji                                         | Richard Stücklen                                                                   | CSU     |
| Minister ds. wypędzonych, uciekinierów i poszkodowanych przez wojnę       | Hans Krüger (polityk) (do 7 lutego 1964) Ernst Lemmer (od 19 lutego 1964)          | CDU     |
| Minister spraw federalnych i stanowych                                    | Alois Niederalt                                                                    | CSU     |
| Minister ds. zagospodarowania przestrzennego, budownictwa i rozwoju miast | Paul Lücke                                                                         | CDU     |
| Minister ds. badań naukowych                                              | Hans Lenz                                                                          | FDP     |
| Minister do spraw młodzieży, rodzin i zdrowia                             | Bruno Heck                                                                         | CDU     |
| Minister skarbu państwa                                                   | Werner Dollinger                                                                   | CSU     |
| Minister zdrowia                                                          | Elisabeth Schwarzhaupt                                                             | CDU     |

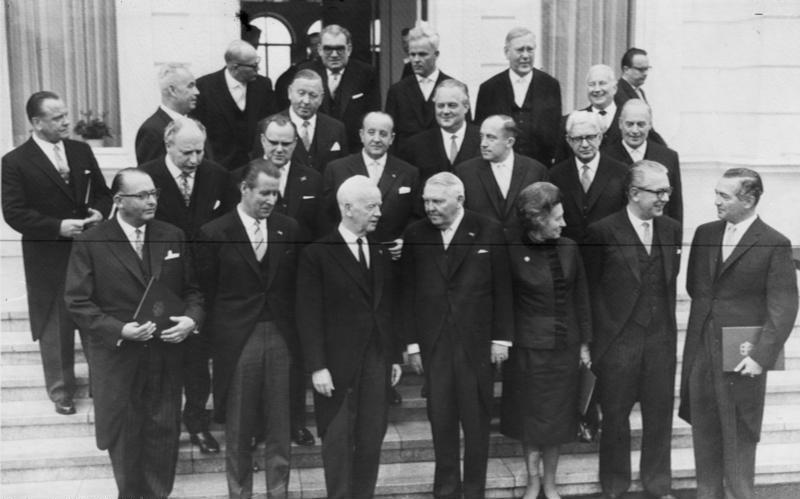
Pierwszy rząd Ludwiga Erharda z prezydentem Henrichtem Lübke.
Pierwszy rząd od lewej do prawej: Dahlgren, Schroeder, prezydent Lübke, Erhard, Schwarzhaupt, von Hassel, Mende.
Drugi rząd od lewej do prawej: Scheel Stiicklen, Höcherl, Dollinger, Krüger, Schwarz..
Trzeci rząd od lewej do prawej: Lücke, Heck, Niederalt, Schmücker, Seebohm. br /> czwartym rzędzie od lewej do prawej: Blank, Lenz, Bucher, Krone..

| Minister ds. współpracy gospodarczej i rozwoju                            | Walter Scheel (do 28 października 1966) Werner Dollinger (od 28 października 1966) | FDP CSU |
| Minister do spraw nadzwyczajnych - przewodniczący federalnej Rady Obrony  | Heinrich Krone                                                                     | CDU     |
| Minister do spraw nadzwyczajnych -szef Kancelarii                         | Ludger Westrick                                                                    | CDU     |